# أوجينيو إسبيخو
كان فرانسيسكو خافيير أوجينيو دي سانتا كروز إي إسبيخو (الجمهور الملكي في كيتو، 21 فبراير 1747 - 28 ديسمبر 1795) رائدًا طبيًا وكاتبًا ومحاميًا من الميستيثو (المُزج) من الإكوادور الاستعمارية. على الرغم من أنه كان عالمًا وكاتبًا بارزًا، لكنه برز بصفته مساجلًا ألهم الحركة الانفصالية في كيتو. يُعتبر من أهم الشخصيات في الإكوادور الاستعمارية. كان أول صحفي وأخصائي صحة في كيتو.
نظرًا لكونه صحفي مناصر للتنوير فقد نشر في ريال أودينثيا، وبصفته أخصائي صحة فقد ألف رسالة مهمة حول الظروف الصحية في الإكوادور الاستعمارية اشتملت على ملاحظات مثيرة للاهتمام عن الميكروبات وانتشار الأمراض.
برز إسبيخو في وقته بصفته أديب هجاء. انتقدت أعماله الساخرة المستوحاة من فلسفة عصر التنوير نقص التعليم في الجمهور الملكي في كيتو والطريقة التي يتم التعامل بها مع الاقتصاد وفساد السلطات والجوانب الثقافية في المجمل. تعرض بسبب هذه الأعمال للاضطهاد وسُجن في نهاية المطاف قبل وفاته بفترة قصيرة.

## خلفية تاريخية
أُنشأ الجمهور الملكي في كيتو (أو رئاسة كيتو) باعتباره جزءًا من الدولة الإسبانية من قبل فيليب الثاني ملك إسبانيا في 29 أغسطس 1563. كان عبارة عن محكمة تابعة للعرش الإسباني مع ولاية قضائية على مناطق معينة من النيابة الملكية على بيرو (ولاحقًا النيابة الملكية على غرناطة الجديدة) التي تشكل الآن الإكوادور وأجزاء من بيرو وكولومبيا والبرازيل. أُنشأ الجمهور الملكي لتعزيز السيطرة الإدارية على تلك المناطق ولتنظيم العلاقات بين البيض والسكان الأصليين. كانت عاصمتها مدينة كيتو.
بحلول القرن الثامن عشر، بدأ الجمهور الملكي في كيتو يعاني من مشاكل اقتصادية. وفر أوبراخس، وهو نوع من مصانع النسيج، الكثير من فرص العمل لكن تدنت الحالة لاحقًا بسبب قمع تهريب الملابس الأوروبية ونتيجة سلسلة من الكوارث الطبيعية. استُبدلت الأوبراخس بالهاسيندا، واستمرت الجماعات المهيمنة في استغلال السكان الأصليين.
في رئاسة كيتو، ساء الوضع التعليمي بعد طرد الكهنة اليسوعيين؛ وأقام قلة من الناس المتعلمين في كيتو حتى يتمكنوا من ملء الفجوة. غالبية السكان لا يقرؤون ولا يكتبون جيدًا. من ناحية أخرى، تلقى القلة الذين تمكنوا من ارتياد الجامعة تعليمًا نظريًا بمعظمه واستخدم الحفظ كأسلوب تعلم أساسي.

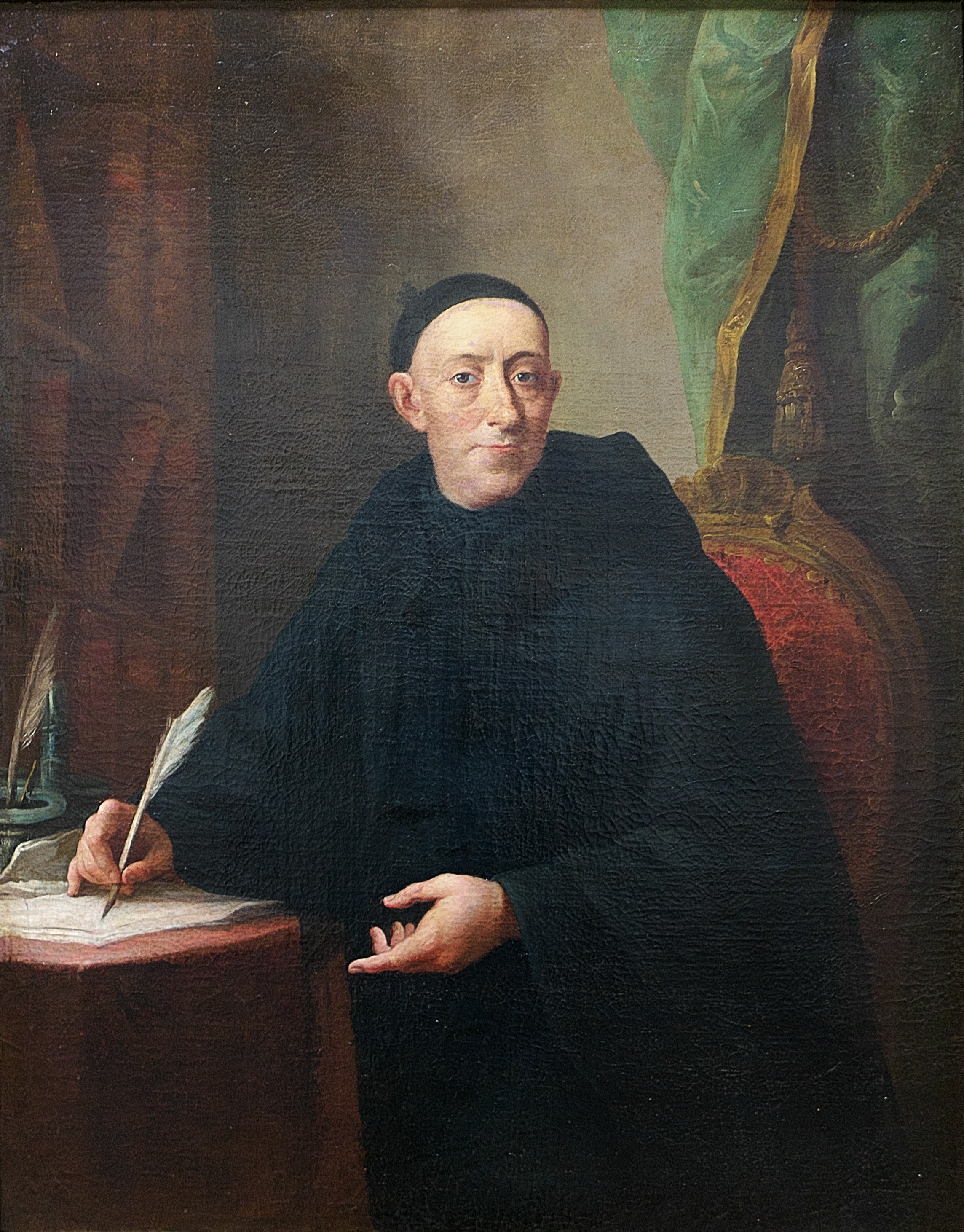
تأثر إسبيجو بالعلماء الأوروبيين، مثل بينيتو جيرونيمو فيجو.

كانت المدرسية، التي كانت تمر بحالة تدهور في ذلك الوقت، لا تزال تُدرس؛ وقضى الطلاب وقتهم في المناقشات الميتافيزيقية. نتيجة لذلك، أثر المثقفون في كيتو، الذين كانوا في معظمهم من رجال الدين، على السلوكيات عن تعبيرهم عن أنفسهم، في حين لم تكن لديهم أي أفكار. علاوةً على ذلك، في عام 1793، كان هناك طبيبان فقط في كيتو، أحدهما كان إسبيخو؛ وكان معظم الذين يصابون بالمرض يذهبون إلى الكورانديرو (رجل الطب). كان التحيز الإثني شائعًا في كيتو في ذلك الوقت، وبالتالي اعتبر معظم الناس المجتمع مقسمًا إلى طبقات تختلف بحسب الأصل العرقي. ونتيجةً لذلك، يمكن أن تتضرر كرامة الإنسان وشرفه نتيجة لهذه التحيزات الإثنية.
حدث تراخي في العادات الاجتماعية على جميع المستويات، غدت العلاقات خارج نطاق الزواج شائعة جدًا وكثر وجود الأطفال غير الشرعيين. ونظرًا لكون الفقر في ازدياد، وخاصةً في الطبقات الاجتماعية المتدنية، فقد أُجبرت العديد من النساء على إيجاد مأوى بسرعة، فلجأن إلى الأديرة على سبيل المثال. هذا ما يفسر كثرة رجال الدين في مدينة صغيرة مثل كيتو، إذ غالبًا ما كان يُرسّم الرجال ككهنة، ليس بسبب المهنة وإنما لتحسين أوضاعهم الاقتصادية ومكانتهم الاجتماعية.

## السيرة الذاتية

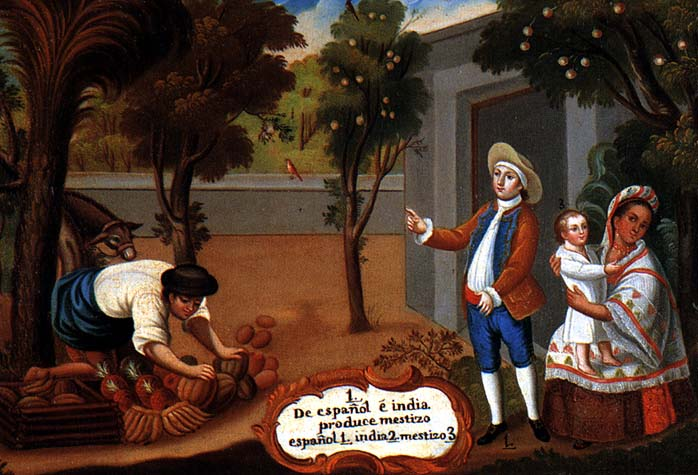
تصوير لميستيزو في رسم الطبقات خلال الحقبة الاستعمارية. رجل إسباني وامرأة أمريكية لديهما طفل هجين.

### النشأة
عُمد فرانسيسكو خافيير أوجينيو دي سانتا كروز إي إسبيخو في أبرشية إل ساجاريو في 21 فبراير 1747. وفقًا لمعظم المؤرخين، كان والده لويس دي لا كروز تشوجيج، وهو هندي من كيتشوا من كاخاماركا، والذي وصل إلى كيتو كمساعد للكاهن والطبيب خوسيه ديل روزاريو، ووالدته كانت ماريا كاتالينا ألداس، من سكان مولاتو في كيتو. ومع ذلك، يجادل بعض المؤرخين، وخاصة كارلوس فرايلي غرانيزو، بأن الوثائق المعاصرة تشير إلى أن والدة إسبيجو كانت بيضاء. على سبيل المثال، سُجل زواج والديه في الكتاب المخصص لزيجات القوم البيض (إذ اعتبروا كريولوس)، وأدخلت شهادات ميلاد إسبيخو وإخوته في نفس الكتاب.
كان لإسبيخو شقيقان أصغر منه، خوان بابلو وماريا مانويلا. ولد خوان بابلو عام 1752؛ درس مع الدومينيكان وعمل كاهنًا في أجزاء مختلفة من رئاسة كيتو. ولدت ماريا مانويلا عام 1753، وبعد وفاة والديها اعتنى بها شقيقها إسبيخو. على الرغم من وضع أسرته الاقتصادي غير المستقر، لكن اكتسب إسبيخو تعليمًا جيدًا. درّب نفسه على الطب من خلال العمل إلى جانب والده في مستشفى دي لا ميسيريكورديا. وفقًا لإسبيخو، فقد تعلم «من خلال تجربته الشخصية، التي لن تكن ذات فائدة لولا وجود قلمه في يده».

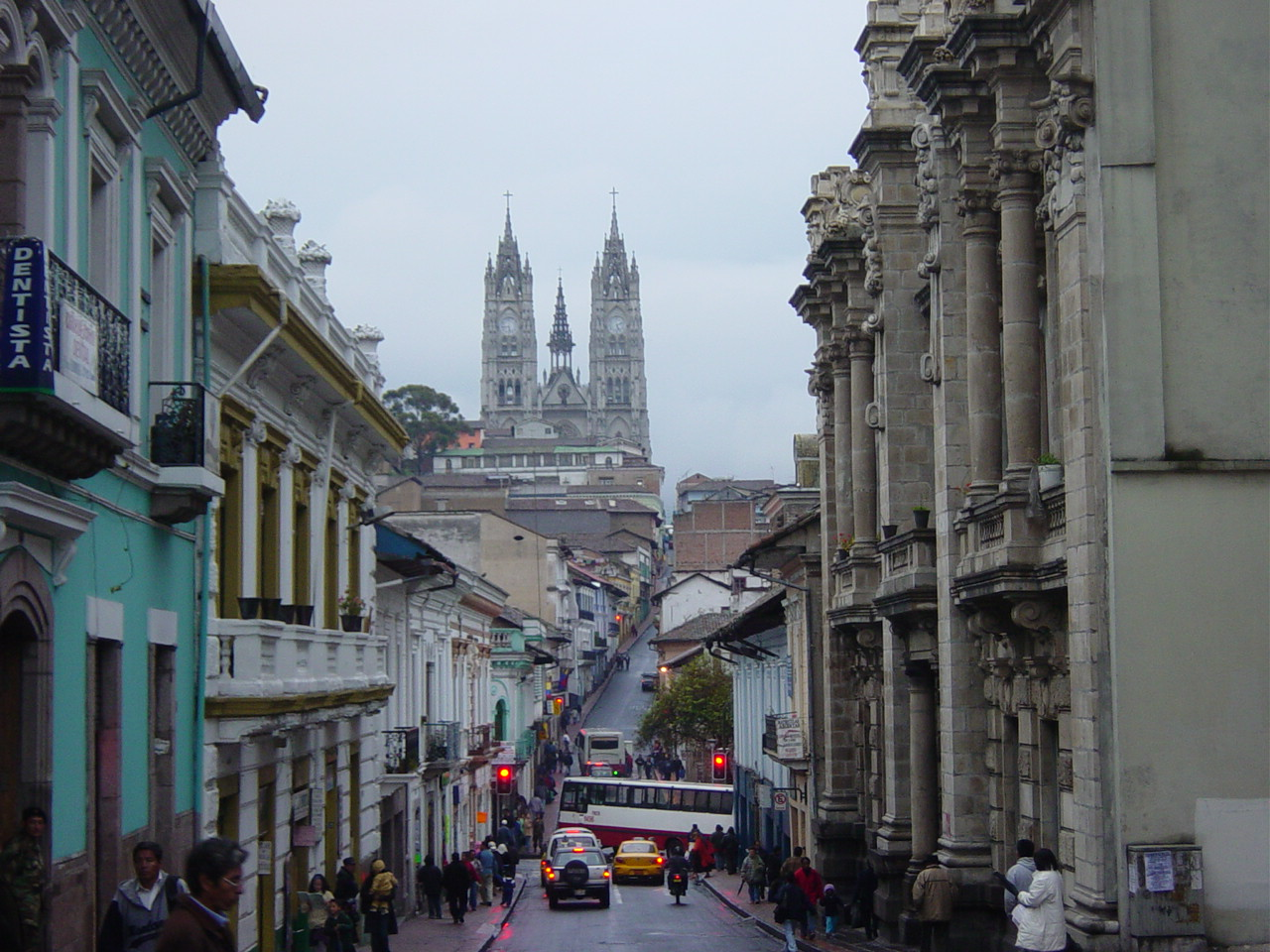
منظر كيتو اليوم

متغلبًا على التمييز العنصري، تخرج من كلية الطب في 10 يوليو 1767، وبعد ذلك بوقت قصير تخرج مع شهادة في فقه القضاء والقانون الكنسي (بعد أن درس القانون على يد الدكتور رامون يبيز من 1780 إلى 1793). في 14 أغسطس 1772، طلب الإذن لمنحه الترخيص لممارسة الطب في كيتو، ومُنح إياه في 28 نوفمبر 1772. بعد ذلك، لا توجد معلومات حول مكان إسبيخو حتى عام 1778، وذلك حين كتب خطبة جدلية إلى حد ما.

## النشاط في العائلة المالكة

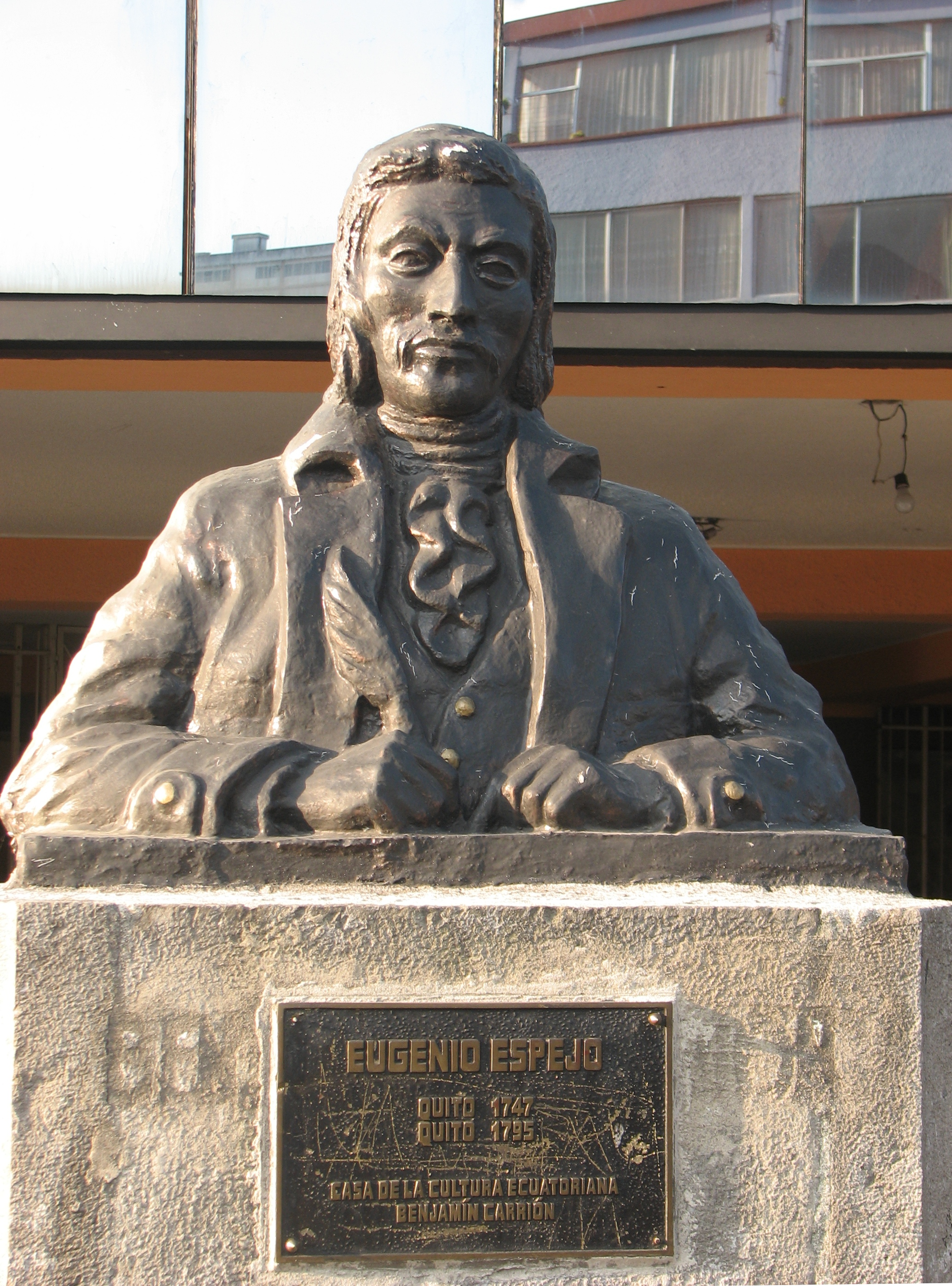
أوجينيو إسبيخو، تمثال نصفي في كاسا دي لا كولتورا، كيتو.

### التصرف في دور المجادل
بين عامي 1772 و 1779، أثار اسبیخو رأي المسؤولين الاستعماريين. نشر ملصقاته الدعابة والساخرة. غالبًا ما كانت تُعلق هذه الملصقات على أبواب الكنائس والمباني الأخرى. في شكل كاتب مجهول، هاجم السلطات الاستعمارية في مقالاته. اعتبره رجال الدين وغيرهم من الناس شخصًا مريحًا. على الرغم من عدم وجود ملصق لعمله، إلا أن النصوص التي تركها تؤكد تفكير المؤرخين تجاه أفكاره.

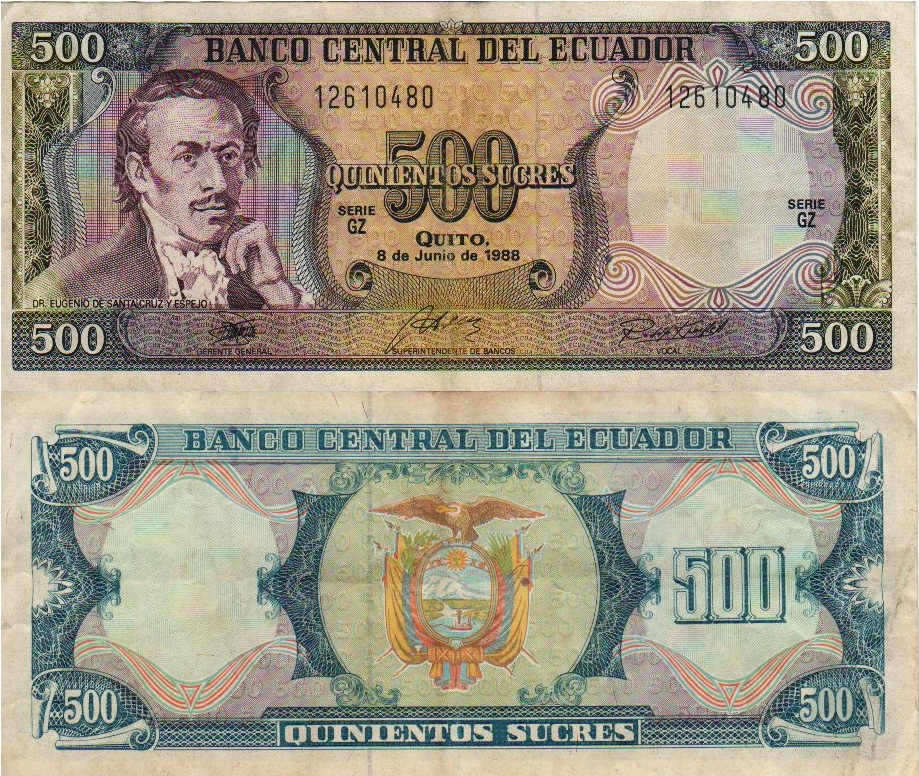
ظهرت ایبیجیو على ورقة نقدية من فئة 500 سوكری.

في عام 1779، نُشرت مخطوطة مدببة وساخرة بعنوان ال نوئوو لوسیانو د كیتو (لوثین جدید كیتو). وفي توقیع هذه المنشور كان مكتوب الأسماء التالیة: دان خافيير دي سیا آبستقي بروسينا. كان هذا التوقيع هو لقب اسبیخو. كان هذا تقليدًا للكاتب السوري الكبير لوقيان. أظهرت هذه الخطوة أيضًا عدم تعاونه مع جمعية يسوع. أظهر هذا الموضوع ثقافة هذا المؤلف. لا ينبغي أن ننسى أن إسبيجو عاش في مدينة متخلفة (فكريا) تسمى كيتو. تم تقديم ال نوئوو لوسیانو د كیتو في شكل مقابلة. كتب في يومياته عن أفكاره المشتركة مع الناس حتى لا يكون من الصعب على الناس العاديين فهمها وعدم كتابة مواد وتفسيرات مملة لا يفهمها إلا العلماء. ناولت منشوراته الساخرة عيوب المجتمع ومشكلاته. خاصة قضية الفساد في سلطات الاستعمار والناس المحرومين من التعليم. كان استخدام اسم مستعار في عصر التنوير شائعًا في أوروبا والولايات المتحدة، وكان مهمًا بشكل خاص لإسبیخو.لم يفعل إسبیخو هذا فقط من أجل عدم الكشف عن هويته، لكنه أراد أن يخبر الناس بالحفاظ على سر عرقه ایضاً وأن عرقك لا يهم وأن سمعتك لا تعتمد على بياضك. منع لقبها الناس من معرفة أنها من أصل أمهات بيضاء
في بداية عام 1779، منعت الحكومة الملكية نشر منشور اسبیخو بسبب ظروف المجتمع. في يونيو 1780 نشر منشورًا جديدًا بعنوان مارکوس بورکیوس کاتو. مرة أخرى، استخدم إيسباجو لقبًا جديدًا وهو «موسى بلانكاردو». كان هذا رد فعل على رقابة نويفو لوتشيانو. في هذا المنشور الجديد يسخر من أفكار ومفاهيم نقاد أفكاره ومنشوراته. في عام 1781 نشر منشوره الجديد لا سینسیا بلانکاردینا. عُرف هذا المنشور الجديد بالعدد الثاني من مجلة «ال نوئوو لوسیانو د کیتو».ورد في هذه المجلة على منتقدي كهنة مرصاداريين ورد على كلامهم في هذه المجلة. كان قد صُنف كمثير للمشاكل ومخرب منذ عام 1783. للتخلص من حديثه وانتقاده، أرسلته السلطات الاستعمارية في رحلة إلى بارا ونهر ماران رود أو كطبيب رئيسي مع طبيب آخر، فرانسيسكو روسينا، حتى يمكن رفع بعض القيود عن العائلة المالكة. حاول تقليص دخوله الطبي وساعات زيارته، وحاول في الواقع الاستعداد للهروب، لكنه فشل. كان اعتقاله هارباً أحد الأشياء الغريبة القليلة التي حدثت له في هذه الرحلة. تم القبض عليه وسجن مرة واحدة كمجرم رئيسي. بالطبع، لم تتم مقاضاته ولم يتألم كثيرًا بسبب هذه الأفعال، ولم يكن لها عواقب وخيمة عليه.